# Pep Guardiola
Josep »Pep« Guardiola i Sala, španski nogometaš in nogometni trener, * 18. januar 1971, Santpedor, Španija.
Sodeloval je na nogometnemu delu poletnih olimpijskih iger leta 1992. Med letoma 2008 in 2012 je treniral moštvo FC Barcelona, med letoma 2013 in 2016 Bayern München, od leta 2016 pa Manchester City.

## Zasebno življenje
Guardiolovi starši so Dolors in Valentí. Ima starejši sestri Francesco in Olgo ter mlajšega brata Pereja, ki je trenutno agent  Luisa Suáreza, napadalca moštva FC Barcelona. Poročen je z Cristino Serro, ki jo je prvič spoznal pri starosti 18 let v trgovini z oblačili. Imata tri otroke: Màriusa (*2001), Mario (*28. december 2003) in Valentino (*5. maj 2008).  
Po svojem odstopu s položaja glavnega trenerja kluba FC Barcelona je objavil, da se bo za eno leto preselil v Združene države Amerike, natančneje na newyorški Manhattan, kjer se bo odločil glede svoje prihodnosti. 